# Joseph Joachim von Schnizer

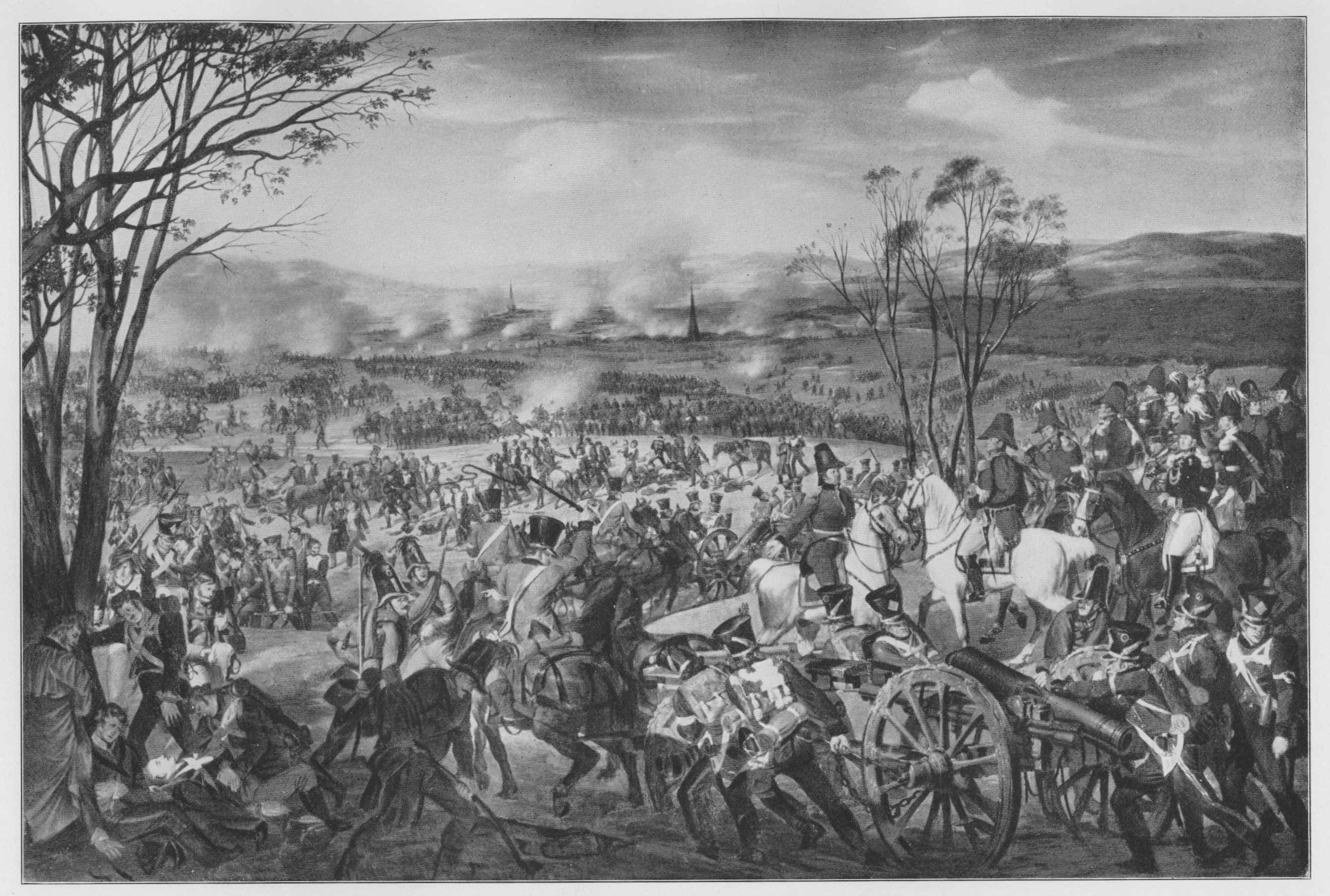
Württembergische Artillerie in der Schlacht bei Brienne (29. Jan. 1814)

Joseph Joachim von Schnizer (* 19. März 1792 in Altdorf-Weingarten; † 30. April 1870 in Stuttgart; auch Joseph Joachim von Schnitzer) war ein deutscher Künstler und Politiker.

## Leben
Schnizer war früh der Kunst zugewandt und bezog 1808 die neue Kunstakademie München. 1812 wurde er in Württemberg zum Heer herangezogen. Dort erlaubte ihm König Friedrich, sich neben der militärischen Ausbildung unter dem Hofmaler Johann Baptist Seele weiterzubilden, der als ein hervorragender Soldatenzeichner bekannt war. Auf der Stuttgarter Kunstausstellung 1812 war er bereits unter anderem mit dem Ölgemälde Achilles am Ufer des Meeres vertreten. 
Während des Feldzuges von 1813 wurde Schnizer zum Offizier befördert. Er war anschließend von 1814 und 1815 an den Befreiungskriegen beteiligt und wurde mehrfach für seine Tapferkeit ausgezeichnet, schied dann aber zugunsten der Kunst aus der Armee aus. Mit der Darstellung des Gefechtes von Epinal erregte er die Aufmerksamkeit König Wilhelms von Württemberg, der darauf selbst als Feldherr verewigt war und das Bild 1820 kaufte. Der König bestellte gleich als Gegenstück die Darstellung der Schlacht von Brienne sowie etwas später die Erstürmung von Sens und die Schlacht bei Montereau. Schnizer wurde zum Hofmaler ernannt.
Am 30. April 1832 nahm Schnizer am ersten Konvent der liberalen Bewegungspartei Württembergs in Boll teil und unterzeichnete die Schlusserklärung, in der die Vereinigungsfreiheit gefordert wurde sowie gegen die Lähmung des verfassungsmäßigen öffentlichen Lebens. Die liberale Opposition vertrat Schnizer auch als Landtagsabgeordneter für Biberach in der Zweiten Kammer der Württembergischen Landstände 1833. Infolgedessen verlor er seine Stellung als Hofmaler am Württembergischen Hof. Ab dieser Zeit trat er vor allem als Porträt- und Schlachtenmaler auf.

## Werk
Schnizer schaffte in seiner Wirkungszeit diverse Schlachten- und Porträtbilder. Ein im Jahre 1821 gemaltes Porträt vom Wilhelm von Württemberg, dargestellt als Feldherr mit Feldstecher und Landkarte unter einem Baum stehend, wurde von den Gebrüder Boisserée verlegt und war zu seiner Zeit in fast jedem Gasthof und in vielen Privathäusern Württembergs zu sehen. 
Seine Schlachtenbilder sind für die große Deutlichkeit des Gefechtsvorganges bekannt. Des Weiteren war er an der Gestaltung der Reliefs der Jubiläumssäule auf dem Stuttgarter Schloßplatz federführend beteiligt.